# Sfida tra i ghiacci
Sfida tra i ghiacci (On Deadly Ground) è un film del 1994 diretto ed interpretato da Steven Seagal.
Le riprese del film si svolsero dal 18 maggio 1993 al 19 agosto 1993.

## Trama
Aegis Oil è una compagnia petrolifera che opera nell'estrazione e raffinazione del greggio, i cui impianti principali si trovano in Alaska. La società comprò vent'anni prima i diritti petroliferi dal consiglio delle Tribù dei Nativi Americani, a condizione di non rinnovarli se non fosse stata completata la costruzione della raffineria e della piattaforma petrolifera Aegis-1, entro una determinata scadenza. Con soli tredici giorni di tempo per completare l'impianto e miliardi di dollari di concessioni a rischio, Aegis Oil, su pressione del proprio spietato Amministratore Delegato Micheal Jennings, decide di utilizzare attrezzature difettose nei propri impianti, in particolare dei preventori danneggiati.
Hugh Palmer è il caposquadra di un impianto di estrazione di proprietà Aegis Oil ed è a conoscenza dello stato delle attrezzature; come infatti predice, si scatena un grave incendio nell'impianto a causa del preventore difettoso. Per fermare l'incendio, Jennings convoca personalmente Forrest Taft, un esperto nel trattamento di incendi legati all'estrazione di petrolio. Forrest si rifiuta di credere alla storia delle attrezzature difettose di Hugh, ma su consiglio di quest'ultimo decide di accedere ai computer aziendali della compagnia e, cercando nei file di approvvigionamento, viene a conoscenza del pessimo stato delle attrezzature.
Jennings scopre dalla sua assistente, Liles, che Hugh sta cercando di fornire all'EPA dei libretti compromettenti su Aegis-1. Per evitarne la diffusione, decide di inviare i suoi responsabili della sicurezza, MacGruder e Otto, a estorcere le prove a Palmer; tuttavia egli rifiuta di dire dove sono nascosti i libretti, e dopo essere stato torturato, viene brutalmente mutilato e ucciso da Otto con un tagliatubi. Jennings è allertato sull'accesso di Forrest nei file di approvvigionamento e ordina che anche lui venga eliminato. A Forrest viene tesa una trappola: deve indagare su una stazione di pompaggio apparentemente danneggiata, che viene fatta esplodere da MacGruder quando lui vi si trova dentro. Forrest tuttavia, sopravvissuto, viene soccorso da Masu, attivista a favore degli inuit, figlia di Silook, il capo di una tribù locale. Forrest viene curato dalla tribù di Silook, che lo guida in un viaggio mistico, dove gli vengono poste davanti due donne: Forrest rinuncia alla bellezza di una seduttrice per ascoltare un'anziana inuit, la quale gli dice che il tempo per coloro che distruggono il mondo è finito.
Nel frattempo MacGruder è incapace di trovare il corpo di Forrest: Jennings suppone che sia ancora vivo ed avvia una caccia all'uomo. MacGruder, Otto e alcuni uomini della sicurezza atterrano con l'elicottero aziendale nel villaggio di Silook; Forrest non è momentaneamente presente, tuttavia loro setacciando il villaggio ne rinvengono la giacca. Masu interviene, ma viene brutalmente colpita da Otto, così Silook prova a difendere la figlia e viene ucciso da MacGruder. Forrest riesce ad assistere alla morte di Silook e decide di fermare la Aegis-1 prima che possa entrare in funzione. Quindi si dirige con Masu alla baita di Hugh, dove trova i libretti di Aegis-1. Poco dopo, viene raggiunto da Otto e i suoi uomini della sicurezza, che fanno incursione nella baita. Dopo un'intensa sparatoria e un violento combattimento, Forrest elimina Otto e tutti gli aggressori. Diventa chiaro per Jennings che Forrest è estremamente competente nel combattimento ed è motivato a rovinare i suoi piani; su consiglio di MacGruder decide dunque di rivolgersi ad un gruppo di mercenari di New Orleans, capeggiato da un certo Stone, il quale viene a conoscenza dell'apparente inesistente passato di Taft, supponendo che sia un ex agente della CIA.
Forrest compra delle armi e dei cavalli da un suo amico nativo e accede ai libretti Aegis, venendo a conoscenza dell'imminente disastro ambientale se la raffineria entrasse in funzione; non avendo molto tempo, Forrest e Masu decidono di far esplodere Aegis-1. Jennings, conscio dell'imminente arrivo di Forrest, chiama per protezione e capro espiatorio legale l'unità antiterrorismo dell'FBI. Forrest e Masu riescono a entrare con successo nella raffineria, uccidendo diversi mercenari e sabotando varie strutture di raffinazione.
L'FBI si ritira subito dalla scena della prima esplosione a causa del rischio eccessivo; MacGruder tenta la fuga, ma viene trovato da Forrest mentre cercava di fuggire in elicottero: dopo aver disperatamente tentato di salvarsi fingendo di tradire Jennings, viene ucciso tranciato dal rotore dell'elicottero. Liles perde la vita schiantandosi con il SUV aziendale in una cisterna di petrolio mentre tentava di scappare da Forrest. Anche Stone viene ucciso da Forrest, e tutti gli altri mercenari sono incapaci di fermare Forrest, che è riuscito a distruggere buona parte della raffineria preparandosi a far saltare in aria l'intera piattaforma.
Tuttavia Jennings, seppur la struttura è ormai compromessa e tutta la piattaforma è evacuata, è ancora motivato a tenere le concessioni rispettando la scadenza è mandando anche per pochi secondi online la Aegis-1; viene però intercettato da Forrest e Masu, che lo affrontano e gli rinfacciano tutte le sue malefatte: lui prova ad allontanarsi come se nulla fosse, ma viene legato e appeso da Forrest su un gancio sopra a una vasca di petrolio formatasi dalle perdite del preventore. Dopo aver insultato Forrest un'ultima volta, Jennings viene lasciato cadere senza pietà nel petrolio e affoga nella sua stessa ricchezza. Forrest e Masu quindi scappano dalla raffineria, mentre una serie di spettacolari esplosioni distrugge il resto di Aegis-1. Taft, lungi dall'essere arrestato per sabotaggio industriale, eco-terrorismo e omicidi multipli, è convocato all'Alaska State Capitol per tenere un discorso sui cambiamenti climatici e sulle condotte inquinanti delle grandi società che danneggiano il pianeta.

## Tematiche
In Sfida tra i Ghiacci, l'elemento ecologista fornisce una rara giustificazione per l'azione scatenata nella filmografia di Steven Seagal. Mentre è vero che l'azione prevale ampiamente nel film, relegando la tematica ecologica in secondo piano, a quest'ultima viene dedicato il lungo monologo finale. Al suo unico film da regista, l'artista marziale impiega numerosi combattimenti all'insegna del suo stile caratteristico, esplosioni e ampio uso del ralenti lungo l'intera pellicola. Inoltre, il film si avvale dell'interpretazione di Michael Caine nell'inedito ruolo del cattivo, nonché di splendidi paesaggi.

## Critica
Il film è stato stroncato dai critici del settore: l'aggregatore di recensioni Rotten Tomatoes gli ha attribuito una valutazione pari a 14%. Roger Ebert e Gene Siskel lo inserirono nella loro lista dei peggiori film del 1994.
Il film è stato candidato a ben sei Razzie Awards nel 1994 (peggior regista, peggior film, peggior attore protagonista, peggior attrice protagonista, peggior sceneggiatura, peggior canzone originale) vincendo il premio come peggior regista.